# Sundasciurus davensis
Sundasciurus davensis là một loài động vật có vú trong họ Sóc, bộ Gặm nhấm. Loài này được Sanborn mô tả năm 1952.